# Bucculatrix eschatias
Bucculatrix eschatias är en fjärilsart som beskrevs av Edward Meyrick 1916. Bucculatrix eschatias ingår i släktet Bucculatrix och familjen kronmalar. Inga underarter finns listade i Catalogue of Life.